# لوید میلر
لوید میلر (به انگلیسی: Lloyd Miller) (زادهٔ ۱۹۳۸) یک موسیقی‌دان و نوازنده آمریکایی جاز و موسیقی ملل که به خوبی برای کار تحقیقاتی خود را در موسیقی سنتی ایرانی و موسیقی افغانستان شناخته شده‌است و سعی بسیار درآمیختن موسیقی شرق و غرب نمود. میلر با فن نواختن بیش از ۱۰۰ ساز مربوط به موسیقی جاز، موسیقی محلی، موسیقی قومی، و موسیقی ملل آشناست.
مادرش پیش‌تر از طرف محمدرضا پهلوی به‌خاطر نگارش کتاب Bright Blue Beads در آمریکا مدال افتخار دریافت کرده بود. این کتاب سعی در معرفی فرهنگ و تمدن ایران به جهانیان داشت.
او در میان برخی ایرانیان با لقب کورش علی خان شهرت داشت.

## زندگی
لوید میلر در سال ۱۹۳۸ از مادری بالرین و پدری که نوازندهٔ حرفه‌ای کلارینت بود، زاده شد و آموختن ساز پیانو را از کودکی آغاز کرد. در سنین نوجوانی به صورت تجربی با سازهایی مثل بانجو و کلارینت آشنا شد. در سن نوزده سالگی و زمانی که مسیر حرفه‌ای خود به عنوان موزیسین جاز را آغاز کرده بود، در پی تصمیم پدر مبنی بر سفر به ایران برای نظارت بر تأسیس دانشکده بازرگانی در تهران، علی‌رغم میلش راهی ایران شد. لوید و خانواده‌اش برای اولین بار در سال ۱۹۵۷ میلادی (۱۳۳۶ خورشیدی) به ایران سفر کردند.
در طول مدت این اقامت یکساله در ایران، میلر به تحصیل موسیقی سنتی ایرانی و آموزش موسیقی جاز به جوانان پرداخت. پس از سپری کردن یک‌سال در ایران به اروپا سفر کرد و تلاش کرد آنچه تا آن زمان آموخته بود را به دیگران ارائه دهد. اما به دلیل شناخت و تجربهٔ کمی که در عرصهٔ موسیقی سنتی ایرانی داشت در این کار موفق نبود. در پاریس و در یک کنسرت موسیقی سنتی ایرانی با هنر نوازندگی دکتر داریوش صفوت، موسیقیدان و استاد سنتور و سه تار، آشنا شد. این آشنایی مسیر حرفه‌ای او در عرصه موسیقی را دستخوش تحولی عظیم کرد. میلر در یک دوره سه سالهٔ آموزش منظم و سخت‌گیرانه زیر نظر داریوش صفوت با تکنیک‌های صحیح نواختن سنتور آشنا شد.
در سال‌های آتی و طی تجربیاتی که با نوازندگان مختلف ایرانی و غربی داشت سعی در کنار هم نشاندن موسیقی جاز و موسیقی سنتی ایرانی کرد. نوعی هم‌کناری سازهای غربی و آلات موسیقی کهن شرقی و ایرانی. ساخته‌های که می‌توان آن‌ها را در زمره‌ای اولین تلاش‌ها در تلفیق موسیقی سنتی ایرانی و غربی به‌حساب آورد.
قطعه گل گندم که بازنوازی همین قطعه موسیقی بومی ایرانی با ارکستر جز و سنتی است، یکی از اولین تجربیات موفق میلر در این زمینه بحساب می‌آید که برای اولین بار در فرانسه ضبط شد.
میلر پس از یک دوره اقامت در اروپا به آمریکا بازگشت و به تحصیلاتش ادامه داد تا در نهایت پس از پایان مقطع فوق لیسانس در رشته مطالعات خاورمیانه موفق به دریافت بورس تحصیلی فول برایت (Fulbright Scholarship) از مرکز مطالعات خاورمیانه دانشگاه یوتا شد. این بورس تحصیلی امکان دوباره بازگشت به ایران را برایش فراهم کرد. میلر در نهایت توانست برای بار دوم در سال ۱۹۷۰ (۱۳۴۹ خورشیدی) برای تکمیل تحصیلاتش در مقطع دکتری و تحقیق دربارهٔ موسیقی ایرانی و موسیقی قومی در خاورمیانه به تهران بازگردد.
در طول این دوره هفت ساله غالباً در تهران اقامت داشت اما گه‌گاه به کشورهای دیگر منطقه مانند افغانستان، پاکستان، ترکیه و لبنان نیز سفر می‌کرد. میلر در این مدت موفق شد زبان فارسی را به خوبی بیاموزد و علاوه بر کار روی پایان‌نامه دکترایش به خبرنگاری برای روزنامه‌های فارسی و فرانسوی بپردازد. درهمین راستا میلر در روزنامه‌های مختلفی مانند اطلاعات، کیهان، آیندگان یا ژورنال دُو تهران (Journal de Téhéran) به فارسی، انگلیسی و فرانسه مقاله می‌نوشت.

## تلفیق موسیقی شرق و غرب
در دههٔ ۱۹۶۰ میلادی، گروهی موسیقی‌دان سبک جاز با شرکت دکتر لوید میلر و پرستون کیز، سبک جدیدی از موسیقی جاز به‌نام «جاز شرقی» ابداع کردند که در آن موسیقی سنتی ایران با موسیقی جاز آمیخته می‌شد.
دستاوردهای این گروه اهل یوتا که "Oriental Jazz Quartet" نام گرفت، بسیار در ایران مورد توجه قرار گرفت، و حتی از تلویزیون ملی ایران نیز پخش می‌شد.
وی پس از ۸ سال مطالعهٔ زبان فارسی و فرهنگ ایرانی، تز دکتریِ خود را از دانشگاه یوتا، در رشتهٔ مطالعات خاورمیانه، با موضوع «موسیقی و آواز در ایران» و با نام Music and Song in Persia منتشر ساخت، و در اروپا سابقهٔ اجرای فراوانی از خود بر جای گذارد.
پایان‌نامه دکترای لوید میلر بعدها در قالب کتابی به نام موسیقی و ترانه در ایران (هنر آواز) منتشر شد.
در اولین روزهای بازگشتش به ایران میلر از طریق مرکز حفظ و اشاعهٔ موسیقی، آموختن موسیقی ایرانی را از سر گرفت و در عین حال بواسطهٔ کلاس‌ها و گرد همایی‌های آن مرکز با هنرمندان، نوازندگان و آهنگسازان ایرانی زیادی آشنا شد. شوی تلویزیونی کوروش علی خان و دوستان حاصل این دوره از اقامت او در ایران است که به‌نقل از مجله تماشا، هفته نامه اجتماعی و هنری ویژه برنامه‌های رادیو و تلویزیون، هر دو هفته یکبار و در روزهای جمعه از تلویزیون ملی ایران پخش می‌شد. میلر برای اولین بار به دعوت دکتر صفوت برای یک مصاحبه به تلویزیون ملی ایران دعوت شد. این مصاحبه مقدمه‌ای شد به شکل‌گیری ایدهٔ کلی شوی کورش علی خان و دوستان.